# Thrapston
Thrapston ist eine Stadt und eine Verwaltungseinheit in der Unitary Authority North Northamptonshire in der traditionellen Grafschaft Northamptonshire, England. Thrapston ist 29,4 km von Northampton entfernt. Im Jahr 2011 hatte es eine Bevölkerung von 6239. Thrapston wurde 1086 im Domesday Book als Trapestone erwähnt.

## Persönlichkeiten
- Eliza Standerwick Gregory (1840–1932), Botanikerin